# Calodexia mexicana
Calodexia mexicana là một loài ruồi trong họ Tachinidae.